# Велика Крушевица (Крушевац)
Велика Крушевица је насељено место града Крушевца у Расинском округу. Према попису из 2022. има 624 становника (према попису из 2011. било је 722 становника).

## Демографија
У насељу Велика Крушевица живи 655 пунолетних становника, а просечна старост становништва износи 41,1 година (40,4 код мушкараца и 41,9 код жена). У насељу има 228 домаћинстава, а просечан број чланова по домаћинству је 3,54.
Ово насеље је великим делом насељено Србима (према попису из 2002. године), а у последња три пописа, примећен је пад у броју становника.
|  |

| Демографија | Демографија | Демографија |
| Година      | Становника  | Становника  |
| ----------- | ----------- | ----------- |
| 1948.       | 732         |             |
| 1953.       | 831         |             |
| 1961.       | 856         |             |
| 1971.       | 821         |             |
| 1981.       | 855         |             |
| 1991.       | 850         | 821         |
| 2002.       | 806         | 833         |
| 2011.       | 722         |             |
| 2022.       | 624         |             |

| Етнички састав према попису из 2002.‍ | Етнички састав према попису из 2002.‍ | Етнички састав према попису из 2002.‍ | Етнички састав према попису из 2002.‍ | Етнички састав према попису из 2002.‍ |
| ------------------------------------ | ------------------------------------ | ------------------------------------ | ------------------------------------ | ------------------------------------ |
|                                      |                                      |                                      |                                      |                                      |
| Срби                                 | Срби                                 |                                      | 795                                  | 98,63%                               |
| Црногорци                            | Црногорци                            |                                      | 3                                    | 0,37%                                |
| Македонци                            | Македонци                            |                                      | 3                                    | 0,37%                                |
| Југословени                          | Југословени                          |                                      | 2                                    | 0,24%                                |
| непознато                            | непознато                            |                                      | 1                                    | 0,12%                                |

| Година пописа     | 1948. | 1953. | 1961. | 1971. | 1981. | 1991. | 2002. |
| ----------------- | ----- | ----- | ----- | ----- | ----- | ----- | ----- |
| Број домаћинстава | 135   | 159   | 177   | 193   | 215   | 221   | 228   |

| Број чланова      | 1  | 2  | 3  | 4  | 5  | 6  | 7 | 8 | 9 | 10 и више | Просек |
| ----------------- | -- | -- | -- | -- | -- | -- | - | - | - | --------- | ------ |
| Број домаћинстава | 20 | 48 | 49 | 53 | 31 | 18 | 5 | 3 | 1 | 0         | 3,54   |

| Пол    | Укупно | Неожењен/Неудата | Ожењен/Удата | Удовац/Удовица | Разведен/Разведена | Непознато |
| ------ | ------ | ---------------- | ------------ | -------------- | ------------------ | --------- |
| Мушки  | 345    | 89               | 226          | 21             | 9                  | 0         |
| Женски | 341    | 54               | 226          | 52             | 8                  | 1         |
| УКУПНО | 686    | 143              | 452          | 73             | 17                 | 1         |

| Пол    | Укупно                    | Пољопривреда, лов и шумарство | Рибарство                            | Вађење руде и камена | Прерађивачка индустрија       |
| ------ | ------------------------- | ----------------------------- | ------------------------------------ | -------------------- | ----------------------------- |
| Мушки  | 178                       | 23                            | 0                                    | 1                    | 83                            |
| Женски | 63                        | 22                            | 0                                    | 0                    | 18                            |
| УКУПНО | 241                       | 45                            | 0                                    | 1                    | 101                           |
| Пол    | Производња и снабдевање   | Грађевинарство                | Трговина                             | Хотели и ресторани   | Саобраћај, складиштење и везе |
| Мушки  | 4                         | 19                            | 22                                   | 2                    | 4                             |
| Женски | 0                         | 0                             | 12                                   | 0                    | 1                             |
| УКУПНО | 4                         | 19                            | 34                                   | 2                    | 5                             |
| Пол    | Финансијско посредовање   | Некретнине                    | Државна управа и одбрана             | Образовање           | Здравствени и социјални рад   |
| Мушки  | 0                         | 0                             | 7                                    | 3                    | 2                             |
| Женски | 0                         | 0                             | 4                                    | 2                    | 3                             |
| УКУПНО | 0                         | 0                             | 11                                   | 5                    | 5                             |
| Пол    | Остале услужне активности | Приватна домаћинства          | Екстериторијалне организације и тела | Непознато            | Непознато                     |
| Мушки  | 7                         | 0                             | 0                                    | 1                    | 1                             |
| Женски | 1                         | 0                             | 0                                    | 0                    | 0                             |
| УКУПНО | 8                         | 0                             | 0                                    | 1                    | 1                             |